# Olivér Tamás
Olivér Tamás (in ucraino Олівер Тамаш?, Oliver Tamaš; Solotvyno, 14 aprile 2001) è un calciatore ucraino naturalizzato ungherese, difensore del Nyíregyháza.

## Caratteristiche tecniche
È un difensore centrale.

## Carriera

### Club
Cresciuto nel settore giovanile del MOL Fehérvár, debutta in prima squadra il 19 febbraio 2020 in occasione dell'incontro di Magyar Kupa vinto 1-0 contro l'Újpest.

### Nazionale
Nel 2021 viene convocato dalla nazionale Under-21 per il campionato europeo di categoria; il 27 marzo scende in campo nel match della fase a gironi contro la Romania.

## Statistiche
Statistiche aggiornate al 24 marzo 2021.

### Presenze e reti nei club
| Stagione        | Squadra         | Campionato      | Campionato | Campionato | Coppe nazionali | Coppe nazionali | Coppe nazionali | Coppe continentali | Coppe continentali | Coppe continentali | Altre coppe | Altre coppe | Altre coppe | Totale | Totale | Totale |
| Stagione        | Squadra         | Comp            | Pres       | Reti       | Comp            | Pres            | Reti            | Comp               | Pres               | Reti               | Comp        | Pres        | Reti        | Pres   | Reti   |        |
| --------------- | --------------- | --------------- | ---------- | ---------- | --------------- | --------------- | --------------- | ------------------ | ------------------ | ------------------ | ----------- | ----------- | ----------- | ------ | ------ | ------ |
| 2019-2020       | MOL Fehérvár    | NB1             | 1          | 0          | CU              | 2               | 0               |                    | -                  | -                  |             | -           | -           | 3      | 0      |        |
| 2020-gen. 2021  | Budaörs         | NB2             | 9          | 1          | CU              | 0               | 0               |                    | -                  | -                  |             | -           | -           | 9      | 1      |        |
| gen.-giu. 2021  | Paks            | NB1             | 8          | 0          | CU              | 0               | 0               |                    | -                  | -                  |             | -           | -           | 8      | 0      |        |
| Totale carriera | Totale carriera | Totale carriera | 18         | 1          |                 | 2               | 0               |                    | -                  | -                  |             | -           | -           | 20     | 1      |        |

## Palmarès

### Club

#### Competizioni nazionali
- Nemzeti Bajnokság II: 1

Nyíregyháza: 2023-2024